# برنار شياريلي
برنار شياريلي (بالفرنسية: Bernard Chiarelli)‏ (24 فبراير 1934 - 17 نوفمبر 2024)، هو لاعب كرة قدم فرنسي. لعب مع منتخب فرنسا لكرة القدم. سبق له أن لعب في كأس العالم لكرة القدم مع منتخب بلاده.

## روابط خارجية
- برنار شياريلي على موقع قاعدة بيانات كرة القدم.إي يو (الإنجليزية)
- برنار شياريلي على موقع ناشيونال فوتبول تيمز (الإنجليزية)
- برنار شياريلي على موقع عالم كرة القدم.نت (الإنجليزية)